# Thorectes balearicus
Thorectes balearicus es una especie de coleóptero de la familia Geotrupidae.

## Distribución geográfica
Habita en las Baleares.